# Берхане Адере
Берхане Адере Дебала (амх. ብርሀኔ አደሬ, англ. Berhane Adere Debala; нар. 21 липня 1973) — ефіопська легкоатлетка, яка спеціалізувалася на бігу на довгі дистанції та марафонському бігу.

## Спортивні досягнення
Учасниця трьох Олімпійських ігор: посіла 12-е (2000) та 18-е (1996) місця у бігу на 10 000 метрів та не змогла фінішувати в марафонському бігу в 2008.
Чемпіонка світу з бігу на 10 000 метрів (2003). Срібна призерка чемпіонатів світу з бігу на 10 000 метрів (2001, 2005). Має також в активі на цій дистанції на чемпіонатах світу 4-е (1997) та 7-е (1999) місця.
Чемпіонка світу в приміщенні з бігу на 3000 метрів (2003). Срібна призерка чемпіонату світу в приміщенні на цій дистанції (2004).
Володарка повного комплекту нагород в командному заліку на чемпіонатах світу з кросу: чемпіонка світу (1997, 2000), срібна (1991, 1996) та бронзова (1992) призерка. Найкращий результат в індивідуальному заліку — 10-е місце у 1996.
Володарка повного комплекту нагород в особистому заліку на чемпіонатах світу з напівмарафону: чемпіонка світу (2002), срібна (2003) та бронзова (2001) призерка. Також двічі здобувала бронзові нагороди чемпіонатів світу з напівмарафону в командному заліку (2001, 2002).
Переможниця Кубка світу з бігу на 3000 метрів (2002). Була 2-ю у бігу на 5000 метрів на іншому Кубку світу (1998).
Тричі здобувала звання чемпіонки Африки — двічі у бігу на 5000 метрів (1998, 2002) та ще одного разу на дистанції 10 000 метрів (1993).
Двічі перемагала на Чиказькому марафоні (2006, 2007) та ще одного разу була на ньому третьою (2009). Фінішувала 4-ю, 5-ю та 7-ю на Лондонському марафоні у 2006, 2009 та 2008 роках відповідно. Переможниця Дубайського марафону (2008).
Чемпіонка Ефіопії з бігу на 3000 метрів (1993) та 5000 метрів (1993).
Ексрекордсменка світу в приміщенні (на короткій доріжці) з бігу на 3000 метрів (8.29,15; 2002) та 5000 метрів (14.39,29: 2004).